# Melzericium
Melzericium is een geslacht van schimmels behorend tot de familie Atheliaceae. De typesoort is Melzericium udicola.

## Soorten
Volgens Index Fungorum bevat het geslacht drie soorten (peildatum december 2021):
| Soortnaam             | Auteur(s)           | Publicatiejaar |
| --------------------- | ------------------- | -------------- |
| Melzericium bourdotii | Jülich              | 1976           |
| Melzericium rimosum   | Bononi & Hjortstam  | 1987           |
| Melzericium udicola   | (Bourdot) Hauerslev | 1975           |